# Эльвсбюн (коммуна)
Эльвсбюн (швед. Älvsbyn) — коммуна на севере Швеции, входит в Лен Норрботтен. Центр коммуны —  одноименный город.
Площадь — 1810 км², население — 8 130 чел. Плотность населения составляет 4.78 чел/км².
Коммуна простирается примерно на 60 км вдоль реки Питеэльвен. Сегодняшняя коммуна существует в тех же границах, что и изначально созданная в 1863 г.
В 1948-49гг. разделялась на центральный город и собственно коммуну, однако в 1969 г. была вновь объединена

## Изменение численности населения
| 1970  | 1980  | 1990  | 2000  | 2008  | 2010  | 2019  |
| ----- | ----- | ----- | ----- | ----- | ----- | ----- |
| 8 700 | 9 624 | 9 400 | 8 947 | 8 465 | 8 340 | 8 130 |

## Города-побратимы
- Фёуске, Норвегия
- Хаапавеси, Финляндия
- Мончегорск, Россия